# Landständische Verfassungsurkunde des Fürstentums Schwarzburg-Sondershausen
Die Landständische Verfassungsurkunde des Fürstentums Schwarzburg-Sondershausen war 1830 die erste Verfassung des Fürstentums Schwarzburg-Sondershausen. Es handelte sich um eine oktroyierte Verfassung, sie wurde bereits nach einem Jahr wieder aufgehoben.

## Geschichte
Artikel 13 der Deutschen Bundesakte schrieb vor, dass die Staaten des Deutschen Bundes eine landständige Verfassung erlassen sollen. Dies erfolgte jedoch in Schwarzburg-Sondershausen zunächst nicht. Nach der französischen Julirevolution 1830 bildete sich auch in Schwarzburg-Sondershausen eine Verfassungsbewegung. In Arnstadt bildete sich am 21. September 1830 ein Bürgerausschuss um die Beschwerden der Bürger zu sammeln und sie dem Fürsten vorzulegen. Gleichzeitig wurde eine Bürgergarde gebildet um den Forderungen Nachdruck zu verleihen. Am Folgetag genehmigte die fürstliche Regierung in Arnstadt diesen Bürgerausschuss und nahm dessen Beschwerden und Bitten entgegen. Der Fürst gab am 25. September 1830 ein förmliches Versprechen ab, eine Verfassung zu erlassen, das am Folgetag im Arnstädter Rathaus verlesen wurde.
Eine Erarbeitung durch eine gewählte Verfassungsgebende Versammlung wurde nicht durchgeführt. Stattdessen erhielt das Geheime Consilium, die höchste Behörde des Fürstentums, den Auftrag, eine Verfassung zu erarbeiten. Diese Verfassung wurde bis Dezember 1830 erarbeitet und als Landständische Verfassungsurkunde des Fürstentums Schwarzburg-Sondershausen vom 28. Dezember 1830 in Kraft gesetzt und am 19. Februar 1831 veröffentlicht.
Die Verfassung bestand aus 13 Artikeln. Danach wären als Parlament Landstände gebildet worden, die sich aus 15 Abgeordneten zusammensetzen. Fünf davon wären durch die Ritter- und Freigutsbesitzer, fünf durch die anderen ländlichen Grundbesitzer und fünf durch die Städte bestimmt worden. Die Rechte des Landtags waren – selbst für die damalige Zeit – gering. Er sollte nur alle sechs Jahre zusammengerufen werden und hätte nur ein Beratungsrecht für diejenigen Gesetze, die die persönlichen Verhältnisse oder das Vermögen der Untertanen betrafen. Das Budgetrecht des Parlaments war eingeschränkt, neue Staatsschulden aber zustimmungspflichtig.
Diese Verfassung stieß im Fürstentum und in ganz Deutschland auf scharfe Kritik, da die gewährten Freiheits- und Mitbestimmungsrechte weit hinter dem in anderen Ländern üblichen zurückblieb. Fürst Günther Friedrich Carl I. nutzte die Kritik als Vorwand, um am 21. Juli 1831 die Verfassung zurückzuziehen und die alten Regelungen wiederherzustellen.
Im Jahr 1841 wurde mit dem Landesgrundgesetz für das Fürstentum Schwarzburg-Sondershausen die nächste Verfassung des Fürstentums geschaffen.

## Nachweise
1. ↑  Regierungs- und Intelligenz-Blatt vom 20. Februar 1831, S. 59. Dazu wurde auch eine Handreichung angeboten: Anzeige auf S. 44.
2. ↑  Allgemeiner Anzeiger und Nationalzeitung der Deutschen vom 19. August 1831, Spalte 3049–3053.